# Pino Procopio
Pino Procopio, nato Giuseppe Antonio Procopio, (Guardavalle, 16 giugno 1954), è un pittore, scultore e illustratore italiano esponente del figurativismo. Studi artistici iniziati a Catanzaro, ma ultimatisi a Roma, nel 1982 si laurea in architettura all’Università La Sapienza di Roma.

## Biografia
Nel 1980, il centro d'arte “La Bitta” espone la sua prima personale. Dopo due anni trascorsi a Verona, nel 1985 si stabilisce a Giulianova, in Abruzzo.
Nel 2001, la “Fondazione Italiana Stauròs Onlus” lo invita ad esporre nel Museo Staurós di arte sacra contemporanea a San Gabriele. L'opera “Padre, nelle tue mani consegno il mio spirito” è oggi pezzo permanente della collezione del museo. L'anno successivo, nel 2002, realizza il dipinto per il manifesto della “Giornata Mondiale del Libro e del Diritto d'Autore”, patrocinata dall'UNESCO. I Monopoli di Stato gli commissionano, nel 2003, la realizzazione del dipinto da apporre sul biglietto della Lotteria Europea e nel 2004 gli viene commissionato di realizzare il dipinto che verrà apposto sul biglietto della Lotteria Italia.
Nel 2005 il Ministero delle comunicazioni promuove a Roma una sua mostra che racconta l'evoluzione del servizio postale italiano in 100 anni di storia. Nel 2007 il Comitato di Pescara della “Società Dante Alighieri” gli conferisce il premio “Dante Alighieri 2007” nella sezione Arte.
L'anno dopo, nel 2008, a Roma, il Museo Boncompagni-Ludovisi della Galleria Nazionale d’Arte Moderna e Contemporanea allestisce “Ulisse, scene di un viaggio”, una mostra a lui dedicata.
Nel 2015, a Roma, presso la Galleria Nazionale d’Arte Moderna (GNAM), partecipa alla mostra collettiva, Corporate Art, che mira ad evidenziare il legame stretto che intercorre tra committenza industriale e arte.
Nel 2017, presso il Palazzo dello Sport di Teramo, con il patrocinio dell'UNESCO e MIUR, ha luogo la mostra “Baadaye, Pinocchio d’Africa”, una rivisitazione della favola di Pinocchio, in chiave moderna, legata al dramma dell'immigrazione.
Nel 2019, il Comune di Ascoli Piceno gli commissiona la realizzazione del Palio della Quintana della storica giostra di Agosto.
Sempre nel 2019 espone, in due mostre personali, presso il Palazzo del Pegaso della Regione Toscana di Firenze e, successivamente, al Museo delle Genti d'Abruzzo di Pescara.
Nel 2020, il Comune di Ascoli Piceno e i Musei Civici di Ascoli Piceno, con il patrocinio della Regione Marche, allestiscono una sua mostra personale presso il Palazzo dei Capitani del Popolo.
Nel 2021, con il patrocinio della Regione Marche e del Comune di Recanati, è invitato ad esporre in una mostra personale incentrata sulla figura del poeta Giacomo Leopardi, presso l'aula magna del palazzo comunale di Recanati.
Nel 2022, espone nel Principato di Monaco, presso le sale dello Yacht Club de Monaco.
Successivamente, espone presso i Magazzini del Sale del comune di Siena, in una mostra personale patrocinata dalla Regione Toscana.
Sempre nello stesso anno gli viene commissionata la realizzazione del Pallio della Carriera di Carpineto Romano.
Nel 2024, con il patrocinio della Regione Marche e del Comune di Ascoli Piceno, espone presso il Palazzo dei Capitani del Popolo, in una sua mostra personale.